# Scarlatti (cratère)
Pour les articles homonymes, voir Scarlatti.
Scarlatti est un cratère d'impact présent sur la surface de Mercure. 
Le cratère fut ainsi nommé par l'Union astronomique internationale en 1979 en hommage aux compositeurs italiens Alessandro et Domenico Scarlatti. 
Son diamètre est de 132 km. Il se situe dans le quadrangle de Shakespeare (quadrangle H-3) de Mercure.